# Танчаковський Стефан Миколайович
Стефан Миколайович Танчаковський (1854, с. Вербівці, нині Теребовлянський район— 29 серпня 1928, Золотий Потік) — український галицький громадський, культурно-освітній діяч, радник суду, нотар (нотаріус); організатор, меценат просвітнього життя Бучаччини (Золотий Потік та околиці), Золочівщини, Буковини; почесний член товариства «Просвіта».

## Життєпис
Народився у 1854 році в с. Вербівці (Королівство Галичини і Володимирії, Австрійська імперія, нині Теребовлянський район, Тернопільська область, Україна) в сім'ї греко-католицького священика о. Миколи Танчаковського. Батько помер у 1890 році, був парохом у Вербовці там похований. Матір — дружина батька Антоніна із Сенатовичів. Брат — о. Олександр, парох Озерної, сестра Евгенія — дружина о. Амвросія Рибака, пароха с. Соснова.
Навчався в гімназії у Тернополі, матуру (іспит зрілости) склав в Українській академічній гімназії (Львів). Вступив на правничий факультет Львівського університету, після складання 3-х державних іспитів став судовим авскультантом, потім — ад'юнктом, суддею.
Працював у містах Радимне, Косів (закладав табулярні книги містечок та сіл повіту), Коломия (тут працював радником окружного суду). Після 20 років судової служби покинув її, не піклуючись про часткову емеритуру (пенсію).
Від 1896 року, як нотаріальний аплікант практикувався в канцелярії нотаря (нотаріуса) Порфирія Яримовича в Підгайцях. 1898 року отримав посаду нотаря в Золотому Потоці. Весною 1898 року створює власну нотаріальну контору (канцелярію). Впровадив у діловодство українську мову замість польської, замість поляків взяв на роботу українців.
13 квітня 1904 року декретом № 1385 іменований делегатом товариства «Просвіта» на золотопотіцький судовий повіт. Відкрив читальню товариства «Просвіта» у Золотому Потоці, Коропці, співзасновник читалень у Возилові, Космирині, Костільниках, Пороховій, Русилові, Соколові, Стінці. Через небажання пароха о. Петрика («старорусина москвофільських переконань») сприяти відкриттю в Золотому Потоці читальні товариства «Просвіта», також відкриттю ним москвофільської «Читальні ім. М. Качковського» перестав підтримувати з ним стосунки. Мешкав у власному будинку (4-ий на захід від костелу та монастиря оо. домініканців у Золотому Потоці. У 1904—1909 роках за 18576 австрійських корон придбав кілька земельних ділянок з хатами, які передав у власність товариству «Просвіта», віддав під читальні сільським громадам. Важко переживав переїзд дружини з дітьми до Львова.

Взяв на виховання сина служниці Івана НН., який вивчав право у Львові, брав участь у Визвольних змаганнях 1918—1919 рр., не повернувся додому. Організовував сільську молодь, провадив її до освіти, готував театральні вистави.
Був членом товариства «Українська Рада», УНДП. У 1907 році обраний заступником посла Райхсрату Евгена Левицького у виборчому окрузі № 59. Як заступник парламентського посла 6 лютого 1908 року разом з лікарем доктором Бобеком, за інформацією коропецьких міщан, прибув на місце, де був убитий Марко Каганець, подав інформацію про трагедію телеграмами голові українського парламентарного клубу у Відні, редакції газети «Діло».
З листопада 1918 року після утворення ЗУНР став суддею.
Зібрав колекцію різьблених гуцульських виробів (зокрема, роботи родини Шкрібляків), гуцульських ліжників, вишиванок, писанок, які передав Національному музею у Львові.
Помер у Золотому Потоці, був похований на місцевому цвинтарі. Похорон відбувся 1 вересня за участю понад 5000 осіб; відспівував, прощав покійного о. Іван Галібей.